# Vilém z Lestkova
Vilém z Lestkova († 1369) byl český šlechtic, duchovní a diplomat z vedlejší rodové větve pánů ze Švamberka, která svůj přídomek odvozovala od Lestkova na Tachovsku. Zastával post děkana vyšehradské kapituly a napsal životopis Arnošta z Pardubic.

## Rodina
Genealogické poměry lestkovské větve pánů ze Švamberka jsou nejasné. Jiří Jánský uvedl Viléma z Lestkova jako bratra Neostupa z Lestkova († okolo roku 1360) a v tom případě mohl Vilém mít také bratry Žibřida, Jana a Oldřicha, kteří, podobně jako on, našli uplatnění v církevní službě.

## Kariéra
Vilém působil jako duchovní a diplomat na dvoře Karla IV., byl přítelem a rádcem prvního pražského arcibiskupa Arnošta z Pardubic a napsal jeho životopis nazvaný Vita venerabilis Arnesti.
První doloženou diplomatickou misi ve službách Karla IV. vykonal v říjnu roku 1353, kdy byl panovníkem vyslán do Avignonu. Další dvě cesty podnikl v únoru a dubnu následujícího roku. Jejich cílem bylo připravit Karlovu císařskou korunovaci. Zastával pozici kanovníka pražské kapituly a v létě a na podzim roku 1358 podnikl cestu k papeži Inocenci VI. do Avignonu, kde neúspěšně jednal o udělení úřadu probošta pražské kapituly pro nejmenovaného císařova příbuzného. Po smrti papežského nuncia Jana Paduánského se 17. října 1358 stal nunciem právě Vilém. Krátce poté získal pozici děkana vyšehradské kapituly. V roce 1359 se Vilém zúčastnil Karlovy cesty do Mohuče, odkud jej císař vyslal na další diplomatickou misi k papeži do Avignonu. V posledních letech života byl Vilém arcibiskupem pověřen, aby společně s Vojtěchem Ranků z Ježova prostudovali kázání Milíče z Kroměříže, ale nenalezli v nich žádný závadný obsah.
Vilémovou osobní zálibou byly knihy. Nakupoval je i na svých cestách a postupně shromáždil knihovnu se 114 svazky. Po Vilémově smrti v roce 1369 knihovnu odkoupil Karel IV. a věnoval ji hlavní koleji Karlovy univerzity.